# Spicy Horse
Spicy Horse ist ein chinesisches Computerspiel-Entwicklungsunternehmen mit Sitz in Shanghai. Es wurde 2007 von American McGee, Anthony Jacobson und Adam Lang gegründet.
Der erfolgreichste Titel des Studios ist Alice: Madness Returns mit über 1.100.000 verkauften Kopien (Stand: 22. Februar 2014), veröffentlicht durch Electronic Arts. Auf der Internet-Vertriebsplattform Steam erreichte der Titel nach Erscheinen direkt einen Platz in den Top Ten der Verkaufscharts.

## Geschichte
Nachdem er seine damalige Firma The Mauretania Import Export Company geschlossen hatte, flog American McGee nach Asien, um nach Geschäftsmöglichkeiten zu suchen.[2] Dort traf er auf einen Pool von talentierten Leuten in China, die seit vielen Jahren für westliche Entwickler arbeiteten und Spiele auslagerten, aber keine kreative Kontrolle über die IPs hatten. Der Amerikaner sah dies als günstigen Umstand an und beschloss, ein Unternehmen in Shanghai zu gründen, um nicht nur lokalen Talenten Beschäftigungsmöglichkeiten zu bieten, sondern auch ein gesundes Arbeitsumfeld zu schaffen.
Das Studio wurde im Jahr 2007 gegründet. Es wurde als führendes Studio für episodische Spiele bezeichnet. Es war der größte unabhängige westliche Entwickler in China.[6]
Spicy Horse beschäftigte mehr als 70 Mitarbeiter in seinem Studio im Zhabei-Distrikt in Shanghai. Der Entwicklungsprozess des Unternehmens basierte auf einer Kernteam-Methode und einer zu 100 % ausgelagerten Produktion von Kunstwerken, um Energie für die Kernkompetenzen der Spieleentwicklung zu sparen.
Nach Gerüchten über die Schließung des Studios bestätigte McGee am 29. März 2016, dass es einige Entlassungen gegeben habe, das Studio aber weiterarbeiten und sich in Zukunft von F2P-Handyspielen wegbewegen werde.
Im Jahr 2016 gab McGee die Schließung von Spicy Horse nach 10 Jahren Entwicklung bekannt. Er plant, sich auf Indie-Entwicklung mit Patreon zu konzentrieren und an einem anderen Arbeitsumfeld wie seinem Segelboot zu arbeiten.

## Veröffentlichte Spiele
- American McGee’s Grimm (2008)
- DexIQ (2009)
- American McGee Presents Akaneiro (2010)
- American McGee’s Crooked House (2010)
- Alice: Madness Returns (2011)
- BigHead Bash (2012)
- Crazy Fairies (2012)
- Akaneiro: Demon Hunters (2013)